# Punta del Dugo
La Punta del Dugo és una muntanya de 625 metres que es troba entre els municipis de Fulleda i de Vinaixa, a la comarca catalana de les Garrigues.